# Vuelta a Navarra
Die Vuelta Ciclista a Navarra ist ein spanisches Straßenradrennen.
Das Etappenrennen findet jährlich in der spanischen Autonomen Region Navarra statt. Die erste Austragung fand 1941 als Profi-Rennen statt. Eine zweite Austragung, ebenfalls für Profis, folgte erst 1955 und danach schloss erneut eine längere Pause an. Regelmäßig ausgetragen wurde die Rundfahrt seit 1962, allerdings bis 1995 als Amateur-Veranstaltung. Seit der Einführung der UCI Europe Tour im Jahre 2005 ist die Rundfahrt Bestandteil dieser Rennserie und in die Kategorie 2.2 eingestuft. Seit 2009 besitzt das Rennen keinen UCI-Status mehr.

## Palmarès
| Jahr                                     | Sieger                        | Zweiter                    | Dritter                     |
| ---------------------------------------- | ----------------------------- | -------------------------- | --------------------------- |
| 1941                                     | Julián Berrendero             | José Jabardo               | Delio Rodríguez             |
| 1942–1954 nicht ausgetragen              |                               |                            |                             |
| 1955                                     | Antonio Jiménez Quiles        | Emilio Hernán Díaz Herrera | Jesús Madrazo               |
| 1956–1961 nicht ausgetragen              |                               |                            |                             |
| 1962                                     | Antonio Blanco Martínez       | José Suria                 | José Manuel Lasa            |
| 1963                                     | Mariano Díaz                  | Francisco Martí Moreno     | José Manuel Lasa            |
| 1964                                     | Mariano Díaz                  | Juan García Such           | Juan María Azkue            |
| 1965                                     | Mariano Díaz                  | Txomin Perurena            | José Luis Uribezubia Velar  |
| 1966                                     | Juan Daniel Perera            | Jose Enrique Cifuentes     | Salvador Canet García       |
| 1967                                     | José Antonio González Linares | Miguel María Lasa          | José Alba Montiel           |
| 1968                                     | José Suria                    | José Luis Galdamez         | Germán Martín Saez          |
| 1969                                     | Lucien Van Impe               | Juan Zurano                | Ernie De Blaere             |
| 1970                                     | Andrés Oliva                  | José Pesarrodona           | José Casas García           |
| 1971                                     | Jose Luis Viejo               | Fernando Plaza             | Martin Martínez             |
| 1972                                     | Carlos Ocaña Crespo           | Jaime Huélamo              | Javier Mínguez              |
| 1973                                     | Enrique Martínez Heredia      | Antoni Vallori Mateu       | Juan Pujol                  |
| 1974                                     | Santiago Segú Soriano         | Anastasio Greciano         | Rafael Ladrón de Guevara    |
| 1975                                     | Eulalio García                | Antonio Prieto Lozano      | Miguel Verdera              |
| 1976 nicht ausgetragen                   |                               |                            |                             |
| 1977                                     | Anastasio Greciano            | Miguel Gutiérrez           | Ángel López del Álamo       |
| 1978 nicht ausgetragen                   |                               |                            |                             |
| 1979                                     | Guillermo De La Pena          | Jesús Rodríguez Magro      | Juan-Carlos Alonso          |
| 1980                                     | Francis Garmendia             | Luis Vicente Otin          | Mikel Ugartemendia          |
| 1981                                     | Iñaki López Arregi            | René Bajan                 | Julián Gorospe              |
| 1982                                     | Antônio Silvestre             | Eduardo González Salvador  | Juan Alberto Reig           |
| 1983                                     | Oleh Tschuschda               | Pello Ruiz Cabestany       | Andrei Toporichev           |
| 1984                                     | Álvaro Fernández              | Miguel Indurain            | Manuel Guijarro Doménech    |
| 1985                                     | Jean-Claude Ronc              | Roque de la Cruz           | Emilio García Pérez         |
| 1986                                     | Carlos Muñiz Menéndez         | José Luis Morán            | Jesús Montoya               |
| 1987                                     | Gabriel Roberto Sabbiao       | Gregory Dwiar              | Jaime Tomás Florit          |
| 1988                                     | Dmitri Schdanow               | Scott Sunderland           | Wladislaw Bobrik            |
| 1989                                     | Francisco Ignacio San Román   | Luis Miguel Guerra         | José Luis Díaz Díaz         |
| 1990                                     | Roberto Lezaun                | Javier Lazpiur             | Santiago Crespo             |
| 1991                                     | Alfredo Irusta Sampedro       | Danny Alaerts              | Ignacio Duque Martínez      |
| 1992                                     | Agustín Sagasti Alegría       | Manuel Fernández Ginés     | José Luis Arrieta           |
| 1993                                     | Óscar López Uriarte           | Alfonso Roberto Rodríguez  | Miguel Ángel Peña           |
| 1994                                     | Santiago Blanco               | Javier Pascual             | Manuel Beltrán              |
| 1995                                     | Sergei Walerjewitsch Iwanow   | Brett Dennis               | Oleg Timofeev               |
| 1996                                     | José Vicente García Acosta    | Christophe Paulvé          | David Cancela Matellano     |
| 1997                                     | Artur Babaitsev               | José Francisco Jarque      | Carlos Sastre               |
| 1998                                     | Eduard Gritsun                | Mikel Artetxe              | Bram de Groot               |
| 1999                                     | Óscar García Lago             | José Urea                  | Francisco Vila              |
| 2000                                     | Carmelo Maurici               | Dimitri Parfimovitch       | Gustavo Mario Toledo        |
| 2001                                     | Julen Fernández               | Egoi Martínez              | Juan Gomis                  |
| 2002                                     | Alberto Hierro Seco           | Dionisio Galparsoro        | Iñigo Urretxua              |
| 2003                                     | Santiago Segú Pombo           | Balázs Rothmer             | Aketza Peña                 |
| 2004                                     | Alexei Bugrov                 | Antonio Berasategi         | Jorge Nogaledo              |
| 2005                                     | Pawel Brutt                   | Juan Carlos López          | Francisco Gutiérrez Álvarez |
| 2006                                     | Jesús Tendero                 | Pawel Brutt                | Donato Cannone              |
| 2007                                     | Maurizio Biondo               | Luis Roberto Álvarez       | Alexei Schtschebelin        |
| 2008                                     | Diego Tamayo                  | Eriz Ruiz                  | Waleri Dmitrijew            |
| 2009                                     | Francisco Terciado            | César Fonte                | Thomas Lebas                |
| 2010                                     | Víctor de la Parte            | Daniel Plaza Aira          | Daniel Díaz                 |
| 2011                                     | Antoine Lavieu                | Yelko Gómez                | Adrián Alvarado             |
| 2012                                     | Steve Bekaert                 | Tim Wellens                | Joseba del Barrio           |
| 2013                                     | Antonio Molina                | Higinio Fernández          | Miguel Ángel Benito         |
| 2014                                     | Antonio Pedrero               | Jakub Kaczmarek            | Arnau Solé                  |
| 2015                                     | Mikel Iturria                 | Jorge Arcas                | Fernando Barceló            |
| 2016                                     | Richard Carapaz               | Jonathan Cañaveral         | Josu Zabala                 |
| 2017                                     | Harm Vanhoucke                | Jaime Castrillo            | Óscar Pelegrí               |
| 2018                                     | Francesco Romano              | Antonio Jesús Soto         | Óscar Linares               |
| 2019                                     | Jefferson Cepeda              | Kobe Goossens              | Camilo Castro               |
| 2020–21 wegen COVID-19-Pandemie abgesagt |                               |                            |                             |
| 2022                                     | Andrew Vollmer                | Harrison Wood              | Enekoitz Azparren           |
| 2023                                     | Hugo Aznar                    | Simone Carrò               | David Delgado               |
| 2024                                     | Alex Díaz                     | Iker Trigo                 | Nil Gimeno                  |